# Cola crispiflora
Cola crispiflora är en malvaväxtart som beskrevs av Karl Moritz Schumann. Cola crispiflora ingår i släktet Cola och familjen malvaväxter. Inga underarter finns listade i Catalogue of Life.